# Gare de Darbu
La gare de Darbu se situe dans la commune de Øvre Eiker et à 81,61 km d'Oslo. La gare fut mise en service en 1871 lorsque la ligne de Randsfjord (Hokksund – Kongsberg) fut prête. 